# 9782 Едо
9782 Едо (9782 Edo) — астероїд головного поясу, відкритий 25 листопада 1994 року.
Тіссеранів параметр щодо Юпітера — 3,403.